# João de Paiva
João de Paiva foi um português do século XV, a quem, em 1486, D. João II doou metade da ilha de São Tomé, com o objectivo de povoar e colonizar. Foi o seu primeiro capitão donatário.
A outra metade da ilha foi doada à sua filha, Mécia de Paiva, em igualdade de condições.
Nesse mesmo ano desembarcaram na enseada Água Ambó, os primeiros colonizadores, idos de Portugal que aí fundaram uma pequena povoação.
João de Paiva morreu em São Tomé.